# Adelococcus alpestris
Adelococcus alpestris är en lavart som först beskrevs av Friederich Wilhelm Zopf, och fick sitt nu gällande namn av Theiss. & Syd. 1918. Adelococcus alpestris ingår i släktet Adelococcus och familjen Adelococcaceae.   Inga underarter finns listade i Catalogue of Life.